# Motion Picture Patents Company
La Motion Picture Patentes Company (o MPPC., llamada también Edison Trust) era un trust cinematográfico americano creado en 1908, que reagrupaba varios productores de cine americanos: Edison, Biograph, Vitagraph, Essanay, Lubin, Selig, Kalem, y dos productores franceses implantados en los Estados Unidos: Pathé Frères y Star Film. Estaba presidido por Thomas Edison y Jeremiah Kennedy (el representante de la compañía Biograph) y recibió el apodo de Edison Trust, hasta su disolución el 1917. Tenía el monopolio de la venta de películas (gracias a George Eastman) y recaudaba una tasa de dos dólares por semana de los propietarios de las salas de proyección por la utilización de un proyector patentado. De hecho, el 1909, el trust tenía monopolizada casi totalmente la producción americana de películas.

## Creación

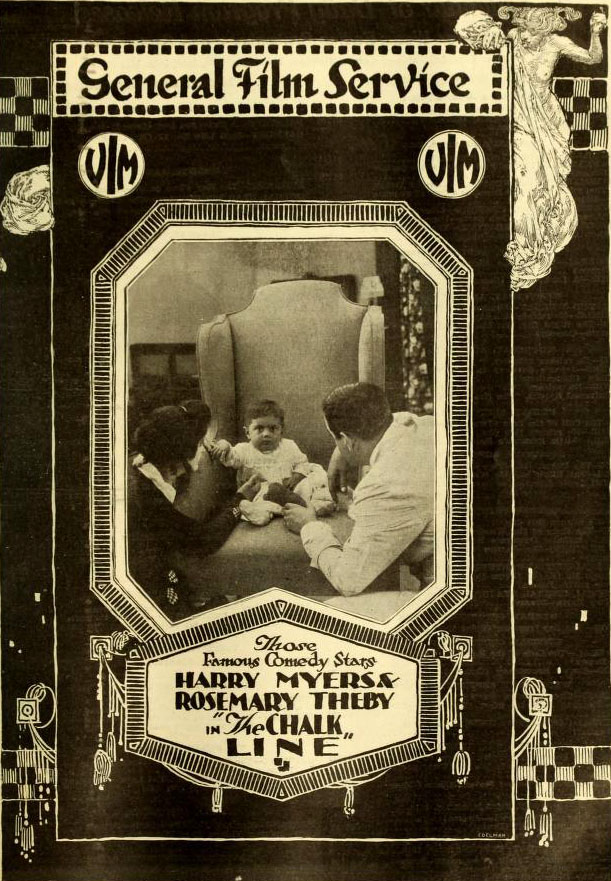
The Chalk Line (Servicio General Film)

El año 1908, bajo el liderazgo de Edison (con la Edison Film Manufacturing Company) se asociaron las empresas americanas Vitagraph, Essanay, Lubin, Selig, Kalem, y las francesas Pathé Frères y Star Film, y finalmente la Biograph Company para formar la MPPC (Motion Picture Patentes Company), que pretendía conseguir el monopolio del negocio del cine. Aparte, Edison pactó también con la Eastman Kodak Company, que suministraba la película virgen, y la distribuidora de George Kleine, que entonces era la distribuidora de películas más grande del país. Así, al tener Edison legalmente el control total del negocio: las patentes de las cámaras, de la película virgen y de los proyectores, la Motion Picture Patentes Company aconteció el primer gran Trust de la industria cinematográfica.
De este modo, si los productores, distribuidores y exhibidores no pagaban la licencia antes del año 1909 pasarían a ser ilegales. Aun así, Edison no consiguió el monopolio absoluto ya que algunos optaron por no pagar. Hubo algunos, conocidos como “independientes” que formaron un movimiento que se rebeló contra el Trust, evadiendo los pagos y rodante películas de bajo presupuesto  con película virgen importada por vías alternativas, como por ejemplo el mercado negro. Así pues, los independientes empezaron a crear su propio mercado.
Como medio para combatir a los independientes, quienes empezaban a ganar popularidad, salió la entidad General Film Company; que se dedicó a confiscar todos los equipos utilizados sin licencia, a retirar el aprovisionamiento de las salas de cine que proyectaban sus películas y a monopolizar la distribución, llegando a copar toda la producción de los EE.UU. Así empezó una guerra en la que las pequeñas compañías independientes intentaban luchar contra el Trust.

## Productores independientes

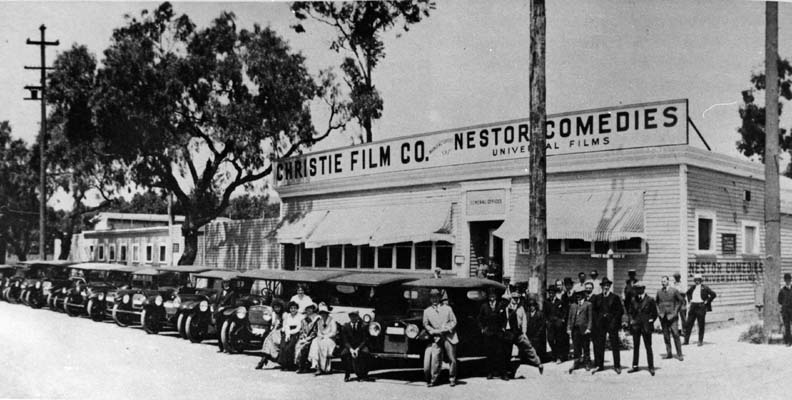
Nestor Studios, primer estudio de cine de Hollywood, 1912

Muchos productores se empezaron a rebelar, con Carl Laemmle (futuro fundador de Universal) al frente de ellos. Algunos historiadores de cine creen que la instalación de los estudios de cine en Hollywood (California) fue debido a la preocupación de los productores para escapar a los representantes de la MPPC; pues los detectives privados pagados por Edison podían desembarcar sobre los estudios durante los rodajes para verificar que filmaban con películas de la  Eastman Kodak Company,.
Entre los independientes  encontramos también la figura de William Fox, un productor emergente que denunció el Trust. Con esta denuncia consiguió finalmente que el Tribunal Supremo lo declarara ilegal (el Trust), en 1915.
El 1908, a manos de Carl Laemmle, se creó la compañía Laemmle Film Service, que se dedicaba a importar películas europeas. En consecuencia, otros productores se acabaron animando y dieron lugar al nacimiento de un grupo de oposición denominado IMP (Independient Motion Picture), liderado por el mismo Laemmle. Esta compañía sería el origen de Universal Studios. 
Otros empresarios cinematográficos empezaron también a importar películas europeas y a adquirir diferentes salas. Entre los más importantes destacan: A. Zukor (creador de la Paramount), W. Fox (creador de Fox), Louis B. Mayer y los hermanos Warner (creadores de Warner Bros.). Éstos no crearían sus respectivas compañías hasta los años 20; las cuales se impondrían sobre las primeras empresas de los años 10 que, a pesar de tener el control de las patentes, fueron perdiendo relevancia.

## Guerra del Trust contra el Star-system
El Trust se oponía a la dirección que estaba tomando el cine, defendía el cortometraje y atacaba el Star-system. Los independientes, en cambio, apostaban por un cine basado en las estrellas (cómo es el caso de Laemmle y Zukor) y el largometraje. Por lo tanto, no era únicamente una guerra comercial, sino que estaban en juego los formatos, la creación, el consumo, etc.

## Disolución del Trust
Gracias a la denuncia contra el Trust, acusado de haber actuado como un monopolio perjudicial para el comercio libre, la Motion Picture Patentes Company y su división, la General Film Company se vio obligada a disolverse. El 1917 la Sherman Anti-Trust Act acabó de forma total con el control de Edison.

## Consecuencias
A raíz del dominio de Edison, muchos independientes decidieron trasladar su centro de operaciones a la costa Oeste, a Los Ángeles, con el fin de alejarse de Edison y de sus abogados. Además, el clima y los grandes terrenos lo convertían en el lugar más adecuado para llevar a cabo sus películas. Así fue como nació Hollywood. 
Hay que destacar que estos mismos independientes que se oponían al monopolio de Edison se acabarían convirtiendo más tarde en grandes empresarios que formarían la segunda oligarquía más grande del cine. Así, actualmente, Hollywood intenta frenar el nuevo uso audiovisual emergente para proteger su negocio, tal como hizo Edison en el pasado, animando SOPAs y PIPAs